# Verginità (film 1974)
Film drammatico
Verginità è un film del 1974, diviso in due episodi, diretto da Marcello Andrei, interpretato da Enrico Maria Salerno.

## Trama
Film drammatico che tratta del tema dell'importanza della verginità nei secoli vista dal punto di vista maschile, è un ritratto impietoso ma lucido di un mondo regolato da rigide convenzioni sociali che visto dalla nostra epoca appare scontato quanto fosse assurdo e ingiusto... ma è una realtà che è durata per secoli nel cuore della civilissima e colta Italia... e che anticipa di cinquanta anni il tema oggi attuale e ancora irrisolto del femminicidio. Consta di due episodi: il primo ambientato nella Russia di Dostoevskij e il secondo nella Sicilia degli anni trenta.

## Distribuzione
Il film fu distribuito nel 1974 con il divieto di visione per i minori di 18 anni.